# Abwasserverband Braunschweig

Logo des Abwasserverbandes

Der Abwasserverband Braunschweig ist ein Wasser- und Bodenverband basierend auf dem Wasserverbandsgesetz von 1991 und damit eine Körperschaft des Öffentlichen Rechts.

## Geschichte
Die biologische Abwasserverwertung begann in Braunschweig 1894 mit dem Bau der Rieselfelder am Klostergut Steinhof (Bodenfiltration), welches sich nördlich der Stadt befindet. Das Gebiet erstreckt sich auf etwa 460 Hektar und kann eine Abwassermenge von 10.000 Kubikmetern pro Tag aufnehmen. Die Einwohnerzahl Braunschweigs belief sich zu dieser Zeit auf 100.000.
Da jedoch die Einwohnerzahl Braunschweigs immer weiter stieg, genügten die Rieselfelder nicht mehr um das gesamte Abwasser aufzunehmen und zu reinigen. Aufgrund dessen und einer Maßnahme des Bundes und der Länder zur Reinhaltung öffentlicher Gewässer, bedurfte es einer neuen Organisationsstruktur für die Stadt Braunschweig im Bezug auf die Abwasserverwertung. Das Resultat war 1954 die Gründung des Abwasserverbandes Braunschweig.
Im Klärwerk Steinhof wurde 1979 eine Vorbehandlungsanlage mit einer mechanischen und biologischen Reinigung in Betrieb genommen. Dadurch konnte die Geruchsbelästigung auf ein Minimum reduziert werden. Bis 1991 erfolgte der Ausbau zu einer vollbiologischen Kläranlage. Im Jahr 2000 wurde die Kläranlage um eine Schlammfaulung ergänzt.
Die Rieselfelder wurden 1990  ebenfalls zu einer biologischen Nachreinigung umgebaut. 1991 wurde das „Mäandersystem“ als neues Reinigungsverfahren im Rieselbetrieb eingeführt.
2007 errichtete der Abwasserverband eine Biogasanlage in Hillerse, um dort die Energiepflanzen, die im Verregnungsgebiet wachsen, in Biogas umzuwandeln.

## Aufgaben des Verbandes

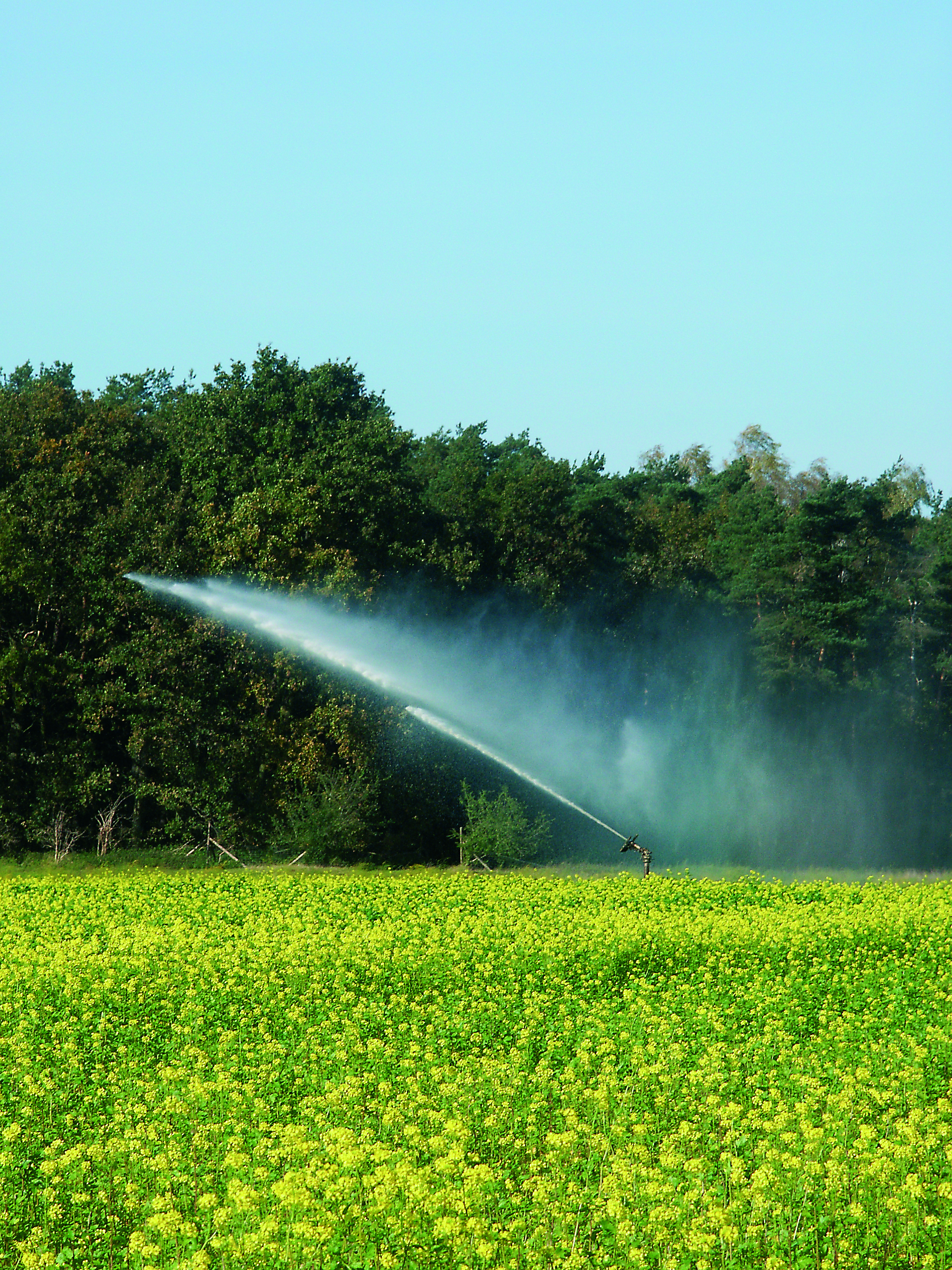
Verregnung

Das Abwasser der Stadt Braunschweig sowie einiger Gemeinden des Wasserverbandes Gifhorn wird im Klärwerk Steinhof in einem mehrstufigen Verfahren mechanisch sowie biologisch gereinigt. Dieses gereinigte Abwasser wird gemeinsam mit nährstoffreichem Klärschlamm auf die landwirtschaftlichen Flächen der Verbandsmitglieder verregnet. Auf gut einem Drittel dieser Flächen erfolgt der Anbau nachwachsender Rohstoffe, wie Mais und Roggen. Diese werden in der Biogasanlage Hillerse in Biogas umgewandelt, das überwiegend von BS Energy genutzt wird, um Strom und Wärme für die Stadt Braunschweig zu erzeugen.
Hauptaufgaben
- Abwasserreinigung
- Abwasserverwertung durch Verregnung und Verrieselung
- Klärschlammverwertung
- Kanalisationsbetrieb
- Laboruntersuchungen
- Biogaserzeugung durch nachwachsende Rohstoffe

## Verbandsgebiet
Das gesamte vom Abwasserverband Braunschweig betreute Gebiet ist rund 4.300 Hektar groß, davon werden 2.700 Hektar als Beregnungsflächen genutzt. Neben den Gebieten der Stadt Braunschweig schließt dies auch Teile der Landkreise Gifhorn und Peine mit ein.

## Braunschweiger Modell
Das  Braunschweiger Modell ist ein Wasser-Nährstoff-Energiekreislauf. Er wurde durch den Abwasserverband Braunschweig entwickelt.
- Kanalnetz: Der Kreislauf beginnt im Kanalnetz. Das Abwasser von 290.000 Einwohnern der Stadt Braunschweig sowie einiger Gemeinden des Wasserverbandes Gifhorn fließt durch das Kanalnetz bis zum Klärwerk Steinhof.

- Klärwerk Steinhof: In einem mehrstufigen Verfahren erfolgt die mechanische und biologische Reinigung des Abwassers. Während dieses Prozesses entsteht Klärschlamm. Dieser wird  als Dünger auf landwirtschaftlichen Flächen eingesetzt.

- Rieselfelder: 1/3 des vollbiologisch gereinigten Abwassers, rund 7 Mio. Kubikmeter pro Jahr, werden vom Klärwerk Steinhof in die Braunschweiger Rieselfelder eingeleitet.

- Verregnung: Die übrigen 2/3 des gereinigten Abwassers werden auf den landwirtschaftlich genutzten Flächen des Verbandsgebietes verregnet. Eine negative klimatische Wasserbilanz und das geringe Wasserhaltevermögen des Bodens sind die Gründe für diese Beregnung. In der Vegetationszeit erfolgt eine Anreicherung des gereinigten Abwassers mit nährstoffreichem Klärschlamm.

- Biogasanlage Hillerse: Auf rund 1/3 der Verbandsfläche werden nachwachsende Rohstoffe, wie Mais und Roggen angebaut, die in der Biogasanlage zunächst in Biogas und später in elektrische Energie umgewandelt werden. 20 % des Biogases werden direkt in der Biogasanlage Hillerse verstromt. Der übrige Teil wird über eine erdverlegte Gasleitung nach Braunschweig transportiert und durch BS|ENERGY in Strom und Wärme umgewandelt.

- Stadt Braunschweig: In der Stadt Braunschweig schließt sich der Kreislauf. Die in der Biogasanlage Hillerse entstandene Energie versorgt 6.000 bis 7.000 Braunschweiger Haushalte mit Strom und 1.000 bis 1.500 Haushalte mit Wärme.